# Renée Le Calm
Renée Le Calm (Párizs, 1918. szeptember 18. – Párizs, 2019. június 8.) francia színésznő.

## Filmjei
Mozifilmek
- Semmiségek (Riens du tout) (1992)
- Az a régi kábulat (Le Péril jeune) (1994)
- Zűrangyalok (Les Anges gardiens) (1995)
- Mikor a macska elmegy (Chacun cherche son chat) (1996)
- Le Silence de Rak (1997)
- L'Annonce faite à Marius (1998)
- Michael Kael contre la World News Company (1998)
- Ca n'empêche pas les sentiments (1998)
- Lila Lili (1999)
- 1999 Madeleine (1999)
- Talán (Peut-être) (1999)
- Les Insaisissables (2000)
- Bulizóna (La Boîte)
- Filles perdues, cheveux gras (2002)
- Tök jóképű vagy! (Je vous trouve très beau) (2005)
- Ötcsillagos szálloda (Quatre étoiles) (2006)
- Petites révélations (2006)
- Enfin veuve (2007)
- Párizs (Paris) (2008)
- Aide-toi, le ciel t'aidera (2008)
- Tellement proches (2009)
- Renée (2012, rövidfilm)

Tv-filmek és sorozatok
- Ügyvédek (Avocats et Associés) (1999, egy epizódban)
- Maigret (1999, 2002, két epizódban)
- Blague à part (2000, egy epizódban)
- Boulevard du Palais (2000, egy epizódban)
- Un homme en colère (2000, egy epizódban)
- Commissariat Bastille (2001, egy epizódban)
- Le porteur de cartable (2003)
- Jeff et Léo, flics et jumeaux (2005, egy epizódban)
- Docteur Dassin, généraliste (2005, két epizódban)
- Le chant des sirènes (2011)